# Јанко Јевремовић
Јанко Јевремовић (Краљево, 14. јул 2004) српски је фудбалер који тренутно наступа за Железничар из Панчева.

## Каријера
Родом из Трстеника, Јевремовић је био члан локалног клуба за чије је млађе категорије наступао до краја 2018. Прошао је седмодневну пробу у Партизану и с клубом потписао стипенцијски уговор. Био је у протоколу на сусрету шеснаестине финала Купа Србије, крајем септембра 2022. Месец дана касније, потписао је професионални уговор у трајању до 2026. године. Потом је прошао зимске припреме с клубом. У наставку сезоне је неколико пута седео на клупи на утакмицама првог тима, укључујући и двомеч са Шерифом у шеснаестини финала Лиге конференције. Дебитовао је у 26. колу Суперлиге Србије за такмичарску 2022/23, заменивши на терену Фусенија Дијабатеа у завршници сусрета са екипом Младости у Лучанима.

## Репрезентација
Селектор кадетске репрезентације Србије, Саша Илић, позвао је Јевремовића за двомеч против одговарајуће селекције Бугарске у септембру 2020. Годину дана касније, Јевремовић је дебитовао и у узрасту до 18 година старости, постигавши погодак на првом од два сусрета са Словенијом. Голом је дебитовао и за омладинску селекцију, у победи од 3 : 1 над Финском, на отварању Меморијалног турнира „Стеван Вилотић Ћеле”, 2022. године. Погодио је и против екипе Француске. Наступао је и у квалификацијама за Европско првенство.

## Статистика

### Клупска
Ажурирано 1. август 2023.
| Клуб     | Сезона   | Лига             | Лига | Лига | Национални куп | Национални куп | Европа | Европа | Остало | Остало | Укупно | Укупно |
| Клуб     | Сезона   | Дивизија         |      | Гол  |                | Гол            |        | Гол    |        | Гол    |        | Гол    |
| -------- | -------- | ---------------- | ---- | ---- | -------------- | -------------- | ------ | ------ | ------ | ------ | ------ | ------ |
| Партизан | 2022/23. | Суперлига Србије | 8    | 0    | 0              | 0              | 0      | 0      | —      | —      | 8      | 0      |
| Партизан | 2023/24. | Суперлига Србије | 0    | 0    | 0              | 0              | 0      | 0      | —      | —      | 0      | 0      |
| Партизан | Укупно   | Укупно           | 8    | 0    | 0              | 0              | 0      | 0      | —      | —      | 8      | 0      |

### Утакмице у дресу репрезентације
| Репрезентација Србије у узрасту до 17 година старости | Репрезентација Србије у узрасту до 17 година старости | Репрезентација Србије у узрасту до 17 година старости | Репрезентација Србије у узрасту до 17 година старости | Репрезентација Србије у узрасту до 17 година старости | Репрезентација Србије у узрасту до 17 година старости | Репрезентација Србије у узрасту до 17 година старости | Репрезентација Србије у узрасту до 17 година старости | Репрезентација Србије у узрасту до 17 година старости | Репрезентација Србије у узрасту до 17 година старости |
| #                                                     | Датум                                                 | Такмичење                                             | Локација                                              | Домаћин                                               | Резултат                                              | Гост                                                  | Гол                                                   | Реф.                                                  |                                                       |
| ----------------------------------------------------- | ----------------------------------------------------- | ----------------------------------------------------- | ----------------------------------------------------- | ----------------------------------------------------- | ----------------------------------------------------- | ----------------------------------------------------- | ----------------------------------------------------- | ----------------------------------------------------- | ----------------------------------------------------- |
| 1.                                                    | 15. септембар 2020.                                   | Пријатељска утакмица                                  | Спортски центар ФС Бугарске, Софија                   | Бугарска                                              | 0 : 2                                                 | Србија                                                |                                                       | [ 19 ]                                                |                                                       |
| 2.                                                    | 17. септембар 2020.                                   | Пријатељска утакмица                                  | Спортски центар ФС Бугарске, Софија                   | Бугарска                                              | 1 : 2                                                 | Србија                                                |                                                       | [ 20 ]                                                |                                                       |
| 3.                                                    | 10. март 2021.                                        | Пријатељска утакмица                                  | Сегедин, Мађарска                                     | Мађарска                                              | 4 : 3                                                 | Србија                                                |                                                       | [ 21 ]                                                |                                                       |
| 3                                                     | Укупан број утакмица и постигнутих погодака           | Укупан број утакмица и постигнутих погодака           | Укупан број утакмица и постигнутих погодака           | Укупан број утакмица и постигнутих погодака           | Укупан број утакмица и постигнутих погодака           | Укупан број утакмица и постигнутих погодака           | 0                                                     |                                                       |                                                       |

| Репрезентација Србије у узрасту до 18 година старости | Репрезентација Србије у узрасту до 18 година старости                    | Репрезентација Србије у узрасту до 18 година старости                    | Репрезентација Србије у узрасту до 18 година старости                    | Репрезентација Србије у узрасту до 18 година старости                    | Репрезентација Србије у узрасту до 18 година старости                    | Репрезентација Србије у узрасту до 18 година старости                    | Репрезентација Србије у узрасту до 18 година старости | Репрезентација Србије у узрасту до 18 година старости | Репрезентација Србије у узрасту до 18 година старости |
| #                                                     | Датум                                                                    | Такмичење                                                                | Локација                                                                 | Домаћин                                                                  | Резултат                                                                 | Гост                                                                     | Гол                                                   | Реф.                                                  |                                                       |
| ----------------------------------------------------- | ------------------------------------------------------------------------ | ------------------------------------------------------------------------ | ------------------------------------------------------------------------ | ------------------------------------------------------------------------ | ------------------------------------------------------------------------ | ------------------------------------------------------------------------ | ----------------------------------------------------- | ----------------------------------------------------- | ----------------------------------------------------- |
| 1.                                                    | 21. септембар 2021.                                                      | Пријатељска утакмица                                                     | Стадион ННЦ Брдо, Крањ                                                   | Словенија                                                                | 1 : 4                                                                    | Србија                                                                   | Гол                                                   | [ 12 ]                                                |                                                       |
| 2.                                                    | 23. септембар 2021.                                                      | Пријатељска утакмица                                                     | Стадион ННЦ Брдо, Крањ                                                   | Словенија                                                                | 1 : 0                                                                    | Србија                                                                   |                                                       | [ 22 ]                                                |                                                       |
| 3.                                                    | 7. октобар 2021.                                                         | Пријатељска утакмица                                                     | Стадион Карађорђе, Нови Сад                                              | Србија                                                                   | 1 : 1                                                                    | Италија                                                                  |                                                       | [ 23 ]                                                |                                                       |
| 4.                                                    | 9. октобар 2021.                                                         | Пријатељска утакмица                                                     | Стадион Карађорђе, Нови Сад                                              | Србија                                                                   | 1 : 2                                                                    | Италија                                                                  |                                                       | [ 24 ]                                                |                                                       |
| 4                                                     | Укупан број утакмица, постигнутих погодака и минута проведених на терену | Укупан број утакмица, постигнутих погодака и минута проведених на терену | Укупан број утакмица, постигнутих погодака и минута проведених на терену | Укупан број утакмица, постигнутих погодака и минута проведених на терену | Укупан број утакмица, постигнутих погодака и минута проведених на терену | Укупан број утакмица, постигнутих погодака и минута проведених на терену | 1                                                     |                                                       |                                                       |

| Репрезентација Србије у узрасту до 19 година старости | Репрезентација Србије у узрасту до 19 година старости | Репрезентација Србије у узрасту до 19 година старости | Репрезентација Србије у узрасту до 19 година старости | Репрезентација Србије у узрасту до 19 година старости | Репрезентација Србије у узрасту до 19 година старости | Репрезентација Србије у узрасту до 19 година старости | Репрезентација Србије у узрасту до 19 година старости | Репрезентација Србије у узрасту до 19 година старости | Репрезентација Србије у узрасту до 19 година старости |
| #                                                     | Датум                                                 | Такмичење                                             | Локација                                              | Домаћин                                               | Резултат                                              | Гост                                                  | Гол                                                   | Реф.                                                  |                                                       |
| ----------------------------------------------------- | ----------------------------------------------------- | ----------------------------------------------------- | ----------------------------------------------------- | ----------------------------------------------------- | ----------------------------------------------------- | ----------------------------------------------------- | ----------------------------------------------------- | ----------------------------------------------------- | ----------------------------------------------------- |
| 1.                                                    | 22. септембар 2022.                                   | Меморијални турнир „Стеван Вилотић Ћеле”              | Градски стадион, Суботица                             | Србија                                                | 3 : 1                                                 | Финска                                                | Гол                                                   | [ 13 ]                                                |                                                       |
| 2.                                                    | 24. септембар 2022.                                   | Меморијални турнир „Стеван Вилотић Ћеле”              | Стадион Милан Средановић, Кула                        | Србија                                                | 0 : 3                                                 | Португалија                                           |                                                       | [ 25 ]                                                |                                                       |
| 3.                                                    | 26. септембар 2022.                                   | Меморијални турнир „Стеван Вилотић Ћеле”              | Градски стадион, Суботица                             | Србија                                                | 3 : 1                                                 | Француска                                             | Гол                                                   | [ 14 ]                                                |                                                       |
| 4.                                                    | 17. новембар 2022.                                    | Квалификације за Европско првенство                   | Тренинг центар Петар Милошевски, Скопље               | Северна Македонија                                    | 1 : 2                                                 | Србија                                                |                                                       | [ 26 ]                                                |                                                       |
| 5.                                                    | 20. новембар 2022.                                    | Квалификације за Европско првенство                   | Стадион Ђорче Петров, Скопље                          | Србија                                                | 4 : 0                                                 | Сан Марино                                            |                                                       | [ 27 ]                                                |                                                       |
| 6.                                                    | 23. новембар 2022.                                    | Квалификације за Европско првенство                   | Стадион Ђорче Петров, Скопље                          | Србија                                                | 2 : 0                                                 | Норвешка                                              |                                                       | [ 28 ]                                                |                                                       |
| 7.                                                    | 22. март 2023.                                        | Квалификације за Европско првенство                   | Тренинг центар Краковије                              | Србија                                                | 1 : 0                                                 | Летонија                                              |                                                       | [ 29 ]                                                |                                                       |
| 8.                                                    | 25. март 2023.                                        | Квалификације за Европско првенство                   | Стадион Гарбарниа, Краков                             | Србија                                                | 1 : 3                                                 | Израел                                                |                                                       | [ 30 ]                                                |                                                       |
| 9.                                                    | 28. март 2023.                                        | Квалификације за Европско првенство                   | Тренинг центар Краковије                              | Пољска                                                | 2 : 2                                                 | Србија                                                |                                                       | [ 15 ]                                                |                                                       |
| 9                                                     | Укупан број утакмица и постигнутих погодака           | Укупан број утакмица и постигнутих погодака           | Укупан број утакмица и постигнутих погодака           | Укупан број утакмица и постигнутих погодака           | Укупан број утакмица и постигнутих погодака           | Укупан број утакмица и постигнутих погодака           | 2                                                     |                                                       |                                                       |